# Prost Grand Prix
La Prost Grand Prix è stata una scuderia francese di Formula 1 fondata e gestita dal già quattro volte campione del mondo Alain Prost. Dopo aver rilevato il materiale della scuderia Ligier, la squadra ha iniziato la sua attività con un buon 6º posto nel 1997 grazie ad Olivier Panis, che conquista ben due podi, per poi perdere posizioni sulla "griglia" ed avviarsi al fallimento, avvenuto alla fine della stagione 2001 dopo 83 corse senza vittorie.

## Origine
Alain Prost, quattro volte campione del mondo, aveva spesso accarezzato l'idea di diventare team manager, e guidare una squadra di Formula 1, ma nel corso della sua carriera agonistica, non si erano mai verificate le condizioni adatte: il francese preferiva costruire la struttura su solide basi tecniche e finanziarie, quindi cominciò a lavorare, dopo il suo ritiro come pilota, come consulente per la McLaren. 
Nel 1996, Alain venne contattato da ambienti governativi francesi, perché prendesse le redini della scuderia Ligier, per trasformarla in una squadra tutta francese. La presenza di Prost e pressioni politiche convinsero la Peugeot a rinunciare al previsto ritiro dalle corse, per fornire i motori alla nuova squadra in formazione.

## La stagione 1997

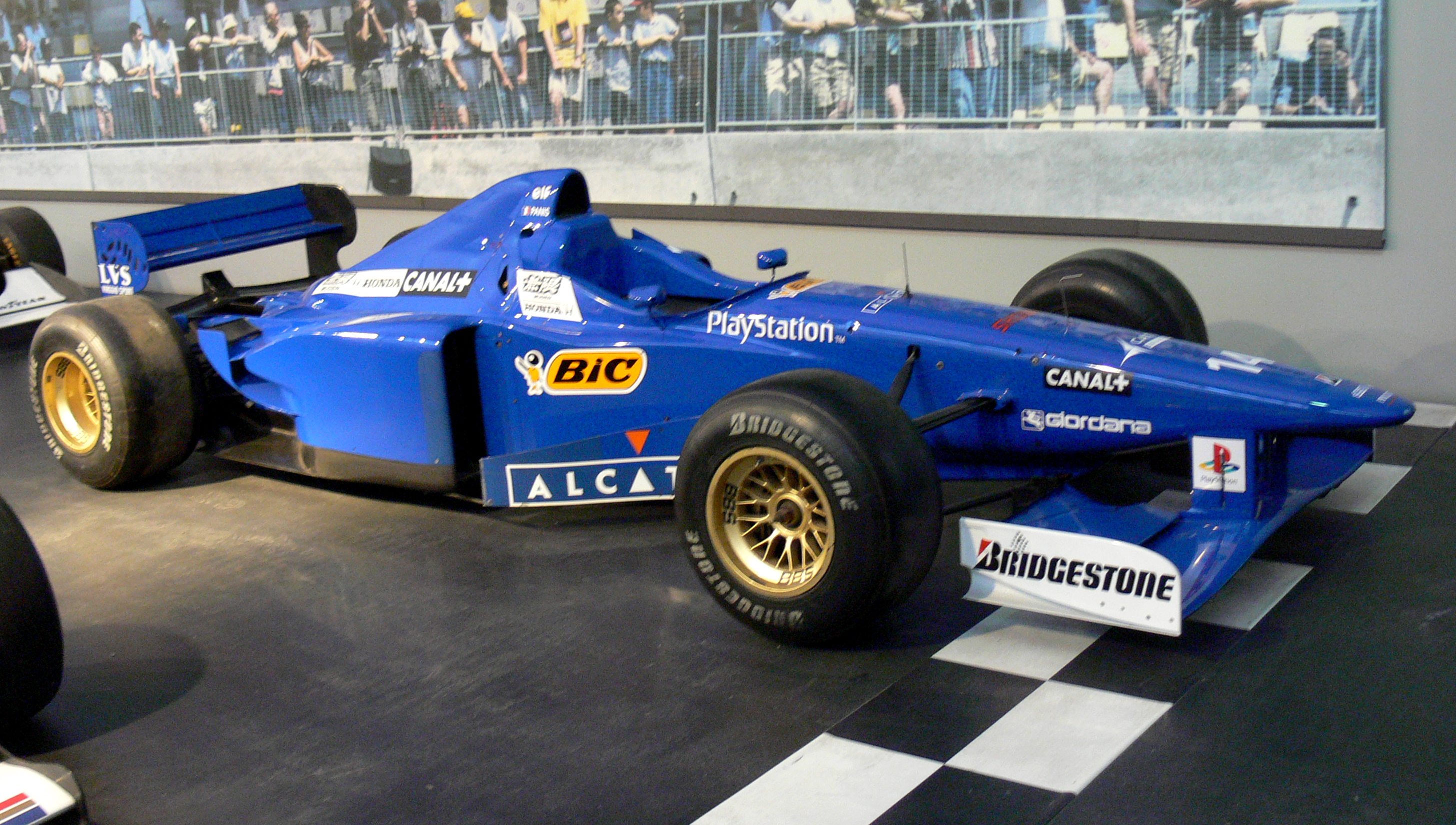
La Prost JS45.

Le trattative avviate nel corso del 1996, e concluse, per quanto riguarda la fornitura dei motori Peugeot, nel febbraio del 1997, costrinsero la squadra a schierarsi con la vettura progettata dai tecnici Ligier nel corso dell'anno precedente, spinta dal motore Mugen-Honda V10. Il personale e tutti i materiali ed i fornitori erano in sostanza gli stessi della precedente gestione: a riprova di ciò, il nome della macchina era JS45 (JS sta per Jo Schlesser), proseguendo nel solco delle Ligier precedenti. Come primo pilota venne riconfermato il francese Olivier Panis, vincitore del Gran Premio di Monaco 1996, affiancandogli il debuttante giapponese Shinji Nakano, il cui ingaggio era compreso nella fornitura dei motori Mugen. Le gomme erano le giapponesi Bridgestone, all'esordio nel mondiale, che consentirono alcune prestazioni di rilievo, ma anche delusioni legate alla scarsa esperienza.
Le prime gare videro subito la Prost protagonista di buone prestazioni con Panis che chiuse 5° in Australia e 3° in Brasile.
In Argentina il francese si qualificò terzo, ma fu costretto al ritiro dopo diciotto giri, mentre occupava comunque la seconda posizione. Dopo aver chiuso appena fuori dai punti Imola, dove comunque era di nuovo partito in seconda fila, Panis ottenne un altro buon 4º posto a Monaco, a cui seguì una brillante performance nel Gran Premio di Spagna, dove giunse 2°, anche grazie alla sapiente gestione delle gomme, che gli avevano consentito una sola sosta. Quando tutto sembrava volgere al meglio, Panis rimase vittima di un grave incidente al Gran Premio del Canada, andando a sbattere duramente contro un muretto nel finale di gara: il muso della vettura si incastrò nelle gomme, ed il telaio si spezzò, provocando fratture alle gambe al pilota francese, che avrebbe dovuto rinunciare a quasi tutta la stagione.
Al suo posto venne ingaggiato Jarno Trulli, che aveva corso la prima parte della stagione con la Minardi: l'italiano, al suo primo anno in F1, si mise subito in mostra con un 4º posto in Germania, dove ebbe la meglio in un duello piuttosto acceso con il futuro campione del mondo Jacques Villeneuve, e si trovò poi a condurre il Gran Premio d'Austria per 37 giri, venendo poi fermato dalla rottura del motore mentre occupava la 3ª posizione. Panis rientrò in squadra per la gara successiva al Nürburgring, ottenendo un altro punto.
Nakano, da parte sua, ebbe un rendimento opaco per tutta la stagione cogliendo solo 2 punti, frutto dei sesti posti in Canada e in Ungheria che non bastarono a garantirgli la riconferma per il 1998, complice anche il nuovo accordo siglato dal team per la fornitura dei motori Peugeot che avrebbero sostituito i Mugen-Honda a partire dalla stagione successiva.
Per il nuovo anno quindi Alain Prost scelse di confermare Olivier Panis e ingaggiare in pianta stabile Jarno Trulli. La squadra concluse la sua prima stagione (e anche la migliore in termini di prestazioni) al 6º posto con 21 punti conquistati.

## La stagione 1998

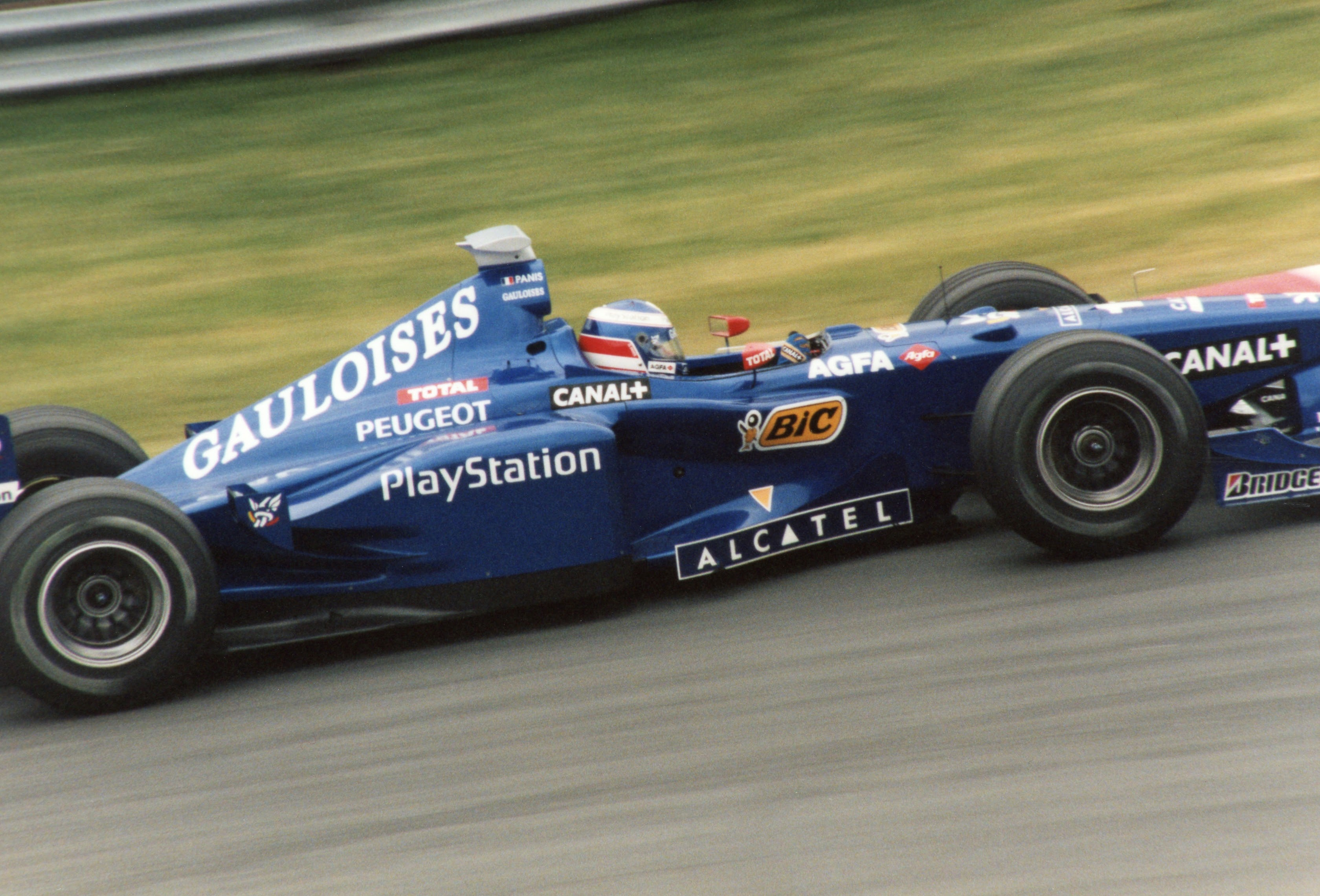
Olivier Panis su AP01 al GP Canada 1998

La nuova vettura, progettata dallo staff della nuova squadra, denominata AP01 (AP sta per Alain Prost), venne presentata nel gennaio del 1998. L'investimento complessivo per rafforzare la squadra era stato notevole: oltre all'esperto Bernard Dudot nel ruolo di direttore tecnico, l'organico della squadra era stato praticamente raddoppiato ed il numero di sponsor consentiva di disporre di un budget adeguato. Prost decise però anche di trasferire la sede della squadra da Nevers a Guyancourt, un sobborgo di Parigi, una decisione foriera di problemi organizzativi che condizionarono la prima parte della stagione.
Dalle prime gare emerse che la vettura aveva una debolezza congenita nella trasmissione, troppo fragile. L'irrobustimento di questo particolare portò in dote difficoltà nel bilanciamento che non vennero mai davvero risolti. Il fatto di avere una nuova squadra, con una nuova sede, una macchina radicalmente nuova e spinta da un motore all'esordio non permise di risolvere in maniera soddisfacente i problemi che affliggevano la vettura: nel corso della stagione la Prost ottenne un solo punto, conquistato da Trulli a Spa, che le permise di chiudere la stagione al 9º posto in classifica. La mancanza di risultati a fronte degli investimenti sostenuti provocò malumori anche nella direzione Peugeot, dove a metà stagione venne rimpiazzato il responsabile della sezione sportiva.
Panis corse tutta la stagione con dei chiodi nelle gambe, a seguito dell'incidente del 1997: il rischio, in caso di incidente, di incorrere in ulteriori lesioni ne condizionò il rendimento. Sia lui che Trulli furono comunque spesso vittime di guasti meccanici, in assenza dei quali le scarse prestazioni della vettura li costringevano ad arrivare staccatissimi dalle posizioni di vertice.
Nel corso dell'anno Prost si mosse per rafforzare la squadra: in dicembre fu in grado di accordarsi col progettista John Barnard per disporre in esclusiva dei servizi della sua compagnia.

## La stagione 1999

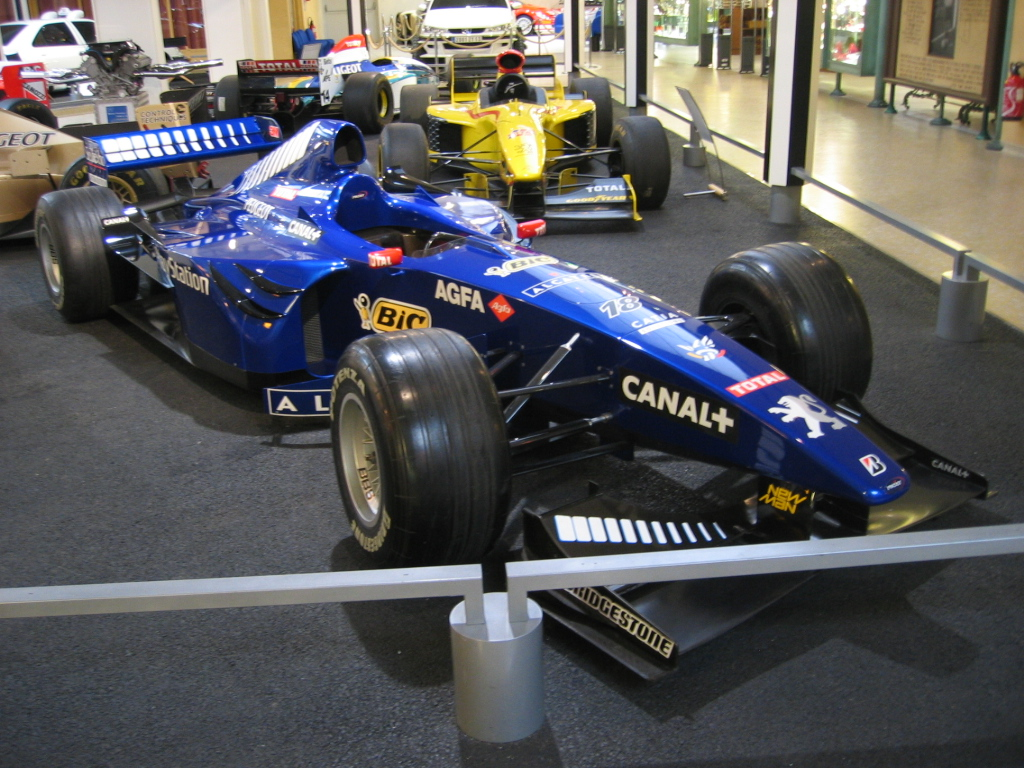
La Prost AP02, vettura usata nel 1999

La Peugeot fornì per la nuova stagione un motore completamente nuovo e più potente, ma la AP02, pur dimostrando un'affidabilità e un potenziale migliori rispetto alla vettura precedente, non ottenne i risultati sperati. Panis e Trulli riuscirono comunque a racimolare diversi piazzamenti a punti, fra cui spiccò anche il 2º posto dell'abruzzese nel rocambolesco GP d'Europa, a cui si aggiunse anche qualche occasionale buon piazzamento in qualifica. A fine anno il team chiuse 7º in classifica costruttori con un bottino di 9 punti raccolti.
Tuttavia l'ambiente in squadra non era del tutto tranquillo: da un lato l'assunzione di Alan Jenkins nel settore tecnico portò alle dimissioni di Dudot, dall‘altro non giunsero rassicurazioni in merito all‘impegno di Peugeot, cui la Prost aveva chiesto di rafforzare la partnership, anche sul lungo periodo.
La mancanza di risultati e di prospettive per il futuro, portò al cambio anche dei piloti, che già a stagione in corso stipularono nuovi contratti per l’anno successivo: Panis con la McLaren (come collaudatore) e Trulli con la Jordan.

## La stagione 2000

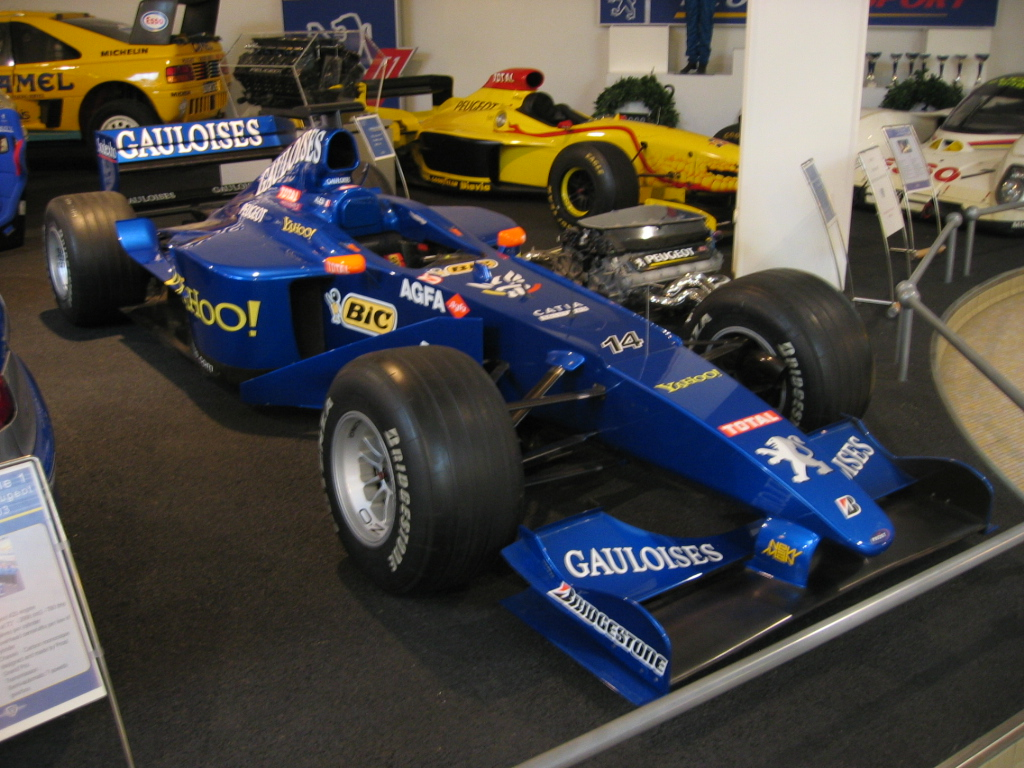
La Prost AP03

Per il 2000 la Prost proseguì il rapporto col motorista Peugeot, ingaggiando come piloti l'esperto Jean Alesi, ormai un veterano del mondiale di F.1, ed il debuttante Nick Heidfeld, appena laureatosi campione di Formula 3000. Le sponsorizzazioni di PlayStation, Bic, Gauloises e Yahoo consentivano di avere a disposizione un consistente budget.
Alla prova della pista, le vetture si rivelarono lente e inaffidabili, incapaci di lottare per posizioni di rilievo e afflitte regolarmente da problemi meccanici. Nondimeno la vettura di Heidfeld venne trovata sottopeso al termine del Gran Premio d'Europa, con susseguente squalifica del pilota tedesco. Le due Prost furono peraltro protagoniste di una collisione al Gran Premio d'Austria, col ritiro di entrambe. Jean Alesi fu poi vittima di un brutto incidente nel corso del Gran Premio di Germania a Hockenheim, quando si urtò con Diniz, uscendone incolume.
Nel complesso l'annata fu la peggiore in assoluto per la Prost, che non fu capace di raccogliere neanche un punto iridato e finì, a pari merito con la Minardi, in coda alla classifica costruttori. A questo si aggiunse il disimpegno (annunciato a stagione in corso) della Peugeot dal mondiale di F.1, che ovviamente comportò l'assenza di sviluppi sul motore utilizzato, e l'abbandono del team da parte di Alan Jenkins dopo il Gran Premio di Monaco. Inoltre tutti i più importanti sponsor (primo fra tutti la marca di sigarette francese Gauloises) decisero di interrompere la loro sponsorizzazione, causando un grave ammanco finanziario nelle casse del team.

## La stagione 2001

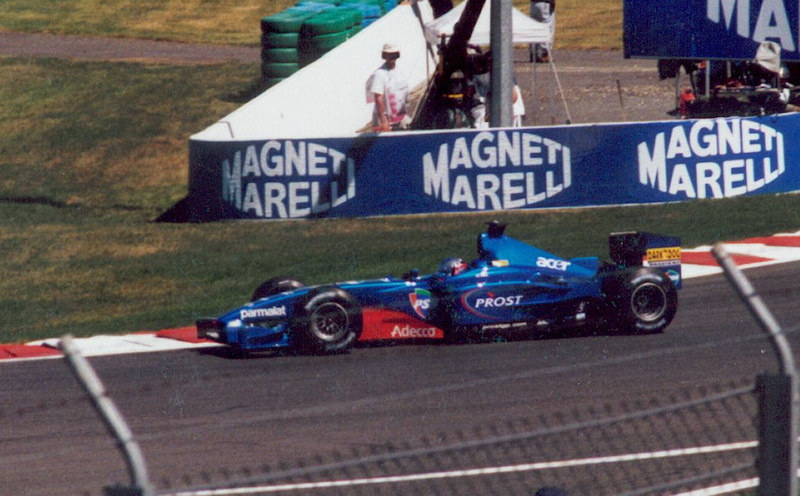
Jean Alesi su AP04 impegnato al Gran Premio di Francia 2001

Nonostante i rovesci sopra descritti, le premesse della stagione 2001 non erano cattive: la vettura, denominata AP04, era spinta dal motore Ferrari V10, rimarchiato Acer per motivi di sponsorizzazione, e dalla Ferrari proveniva anche il blocco del cambio a 7 velocità. Intorno a questo nucleo, Henri Durand costruì una vettura equipaggiata da gomme Michelin, marca al rientro in Formula 1.
I test invernali mostrarono un buon potenziale, attirando l'interesse di diversi investitori. L'ingresso nel capitale della squadra di Pedro Paulo Diniz, appena ritiratosi dalla Formula 1 come pilota, favorì anche l'arrivo dello sponsor Parmalat. I piloti sarebbero stati ancora una volta Jean Alesi, affiancato da Gastón Mazzacane, pilota argentino proveniente dalla Minardi, che godeva dell'appoggio economico del network televisivo PSN.
La stagione mostrò però un andamento meno confortante sul piano della prestazione pura. La vettura si collocava all'incirca al centro del gruppo e solo l'affidabilità, vero punto di forza, permise a Jean Alesi di conquistare i 4 punti che rappresentarono il punteggio finale della squadra nel mondiale. Sul rendimento complessivo della squadra influirono certamente i cambi di formazione che portarono cinque diversi piloti al volante della AP04. Alesi, entrato in rotta col patron, abbandonò la squadra per passare alla Jordan, dove sostituì Heinz-Harald Frentzen. Il tedesco a sua volta prese il posto di prima guida alla Prost per il resto della stagione: con una prestazione a sorpresa ottenne il 4º tempo in qualifica a Spa-Francorchamps, ma al via fece spegnere il motore e fu costretto a partire dal fondo.
Sulla seconda macchina i piloti che si alternarono furono ben tre: Mazzacane venne sostituito dopo le prime quattro gare, decisamente negative, da Luciano Burti, brasiliano proveniente dalla Jaguar. Burti disputò con la Prost le gare fino al Gran Premio del Belgio, rivelandosi più competitivo, ma senza ottenere punti. La sua permanenza fu altresì condizionata da due incidenti: il primo, alla prima partenza del Gran Premio di Germania, lo vide schiantarsi contro la Ferrari di Schumacher che, a causa di problemi al cambio, procedeva lentamente. La Prost decollò, si ribaltò in aria, urtò la Arrows di Bernoldi e finì contro le barriere all'esterno della prima curva; il pilota per fortuna non riportò danni fisici. Ancora peggiore fu l'incidente di Spa: nel corso di un duello con Eddie Irvine, Burti tentò un sorpasso all'interno molto difficile all'ingresso della curva Blanchimont, uno dei punti più veloci del circuito. Irvine strinse la traiettoria, non aspettandosi l'attacco, e l'urto tra le due vetture provocò la rottura dell'ala anteriore della Prost, che perse deportanza, rimanendo priva di direzionalità: la vettura andò dritta nella via di fuga e si schiantò frontalmente contro le gomme di protezione. Ci vollero diversi minuti per liberare dalle gomme il pilota, che aveva subito contusioni ed era tramortito dall'effetto della decelerazione: per questo venne consigliato di mettersi a riposo per il resto della stagione. Il suo posto venne preso dal ceco Tomáš Enge (primo pilota di Formula 1 originario di un paese dell'ex blocco comunista), che non andò oltre un 12º posto nelle gare rimanenti.

## La chiusura nel 2002
La situazione finanziaria del team era comunque ormai compromessa: in settembre infatti, dopo che Alain Prost aveva rifiutato di cedere l'intero pacchetto azionario a Pedro Diniz, questi rivendette le sue quote del team, lasciandolo privo di sostegni economici che, complice la mancanza di risultati concreti, non furono compensate dall'arrivo di nessun altro compratore o sponsor.

Le voci di un possibile collasso della Prost, circolanti a fine 2001, divennero realtà il 28 gennaio 2002, quando il Tribunal de Commerce de Paris ne dichiarò ufficialmente la bancarotta.. Le auto e gli altri beni furono acquistati dalla Phoenix Finance, che tentò (con un team composto da ex dipendenti Prost e Arrows) di entrare in Formula 1 con un team nel 2002 e nel 2003; i piloti sarebbero dovuti essere Marques e Mazzacane, gli pneumatici sarebbero stati forniti dalla Avon e il motore sarebbe stato un Hart T2-F1 proveniente dalla Arrows A20 del 1999. Il tentativo fu però bocciato dalla FIA poiché la nuova società non acquistò la base della Prost e non pagò mai il vincolo obbligatorio per i nuovi team, e alla squadra, presentatasi in Malesia per il Gran Premio del 2002, fu impedito l'accesso al circuito. 

## Piloti
- Olivier Panis (1997-1999): 41 GP, 2 podi
- Jarno Trulli (1997-1999): 39 GP, 1 podio
- Jean Alesi (2000-2001): 29 GP
- Nick Heidfeld (2000): 17 GP
- Shinji Nakano (1997): 17 GP
- Luciano Burti (2001): 10 GP
- Heinz-Harald Frentzen (2001): 5 GP
- Gastón Mazzacane (2001): 4 GP
- Tomáš Enge (2001): 3 GP

## Monoposto
| Nome       | Anno |
| ---------- | ---- |
| Prost JS45 | 1997 |
| Prost AP01 | 1998 |
| Prost AP02 | 1999 |
| Prost AP03 | 2000 |
| Prost AP04 | 2001 |

La monoposto della stagione 2002, chiamata AP05, non venne realizzata a causa del fallimento della scuderia; fu tuttavia costruito un modello in scala 1:2, testato in galleria del vento.

## Risultati in Formula 1
| Anno | Vettura | Motore               | Gomme | Piloti |   |    |     |     |     |     |    |     |    |   |   |     |    |     |     |     |    | Punti | Pos. |
| ---- | ------- | -------------------- | ----- | ------ | - | -- | --- | --- | --- | --- | -- | --- | -- | - | - | --- | -- | --- | --- | --- | -- | ----- | ---- |
| 1997 | JS45    | Mugen Honda MF-301HB | B     | Panis  | 5 | 3  | Rit | 8   | 4   | 2   | 11 |     |    |   |   |     |    |     | 6   | Rit | 7  | 21    | 6º   |
| 1997 | JS45    | Mugen Honda MF-301HB | B     | Trulli |   |    |     |     |     |     |    | 10  | 8  | 4 | 7 | 15  | 10 | Rit |     |     |    | 21    | 6º   |
| 1997 | JS45    | Mugen Honda MF-301HB | B     | Nakano | 7 | 14 | Rit | Rit | Rit | Rit | 6  | Rit | 11 | 7 | 6 | Rit | 11 | Rit | Rit | Rit | 10 | 21    | 6º   |

| Anno | Vettura | Motore      | Gomme | Piloti |     |     |    |     |    |     |     |     |     |     |    |     |    |     |     |    |  | Punti | Pos. |
| ---- | ------- | ----------- | ----- | ------ | --- | --- | -- | --- | -- | --- | --- | --- | --- | --- | -- | --- | -- | --- | --- | -- |  | ----- | ---- |
| 1998 | AP01    | Peugeot A16 | B     | Panis  | 9   | Rit | 15 | 11  | 16 | Rit | Rit | 11  | Rit | Rit | 15 | 12  | NP | Rit | 12  | 11 |  | 1     | 9º   |
| 1998 | AP01    | Peugeot A16 | B     | Trulli | Rit | Rit | 11 | Rit | 9  | Rit | Rit | Rit | Rit | 10  | 12 | Rit | 6  | 13  | Rit | 12 |  | 1     | 9º   |

| Anno | Vettura | Motore      | Gomme | Piloti |     |     |     |     |     |     |   |    |    |     |    |    |     |   |     |     |  | Punti | Pos. |
| ---- | ------- | ----------- | ----- | ------ | --- | --- | --- | --- | --- | --- | - | -- | -- | --- | -- | -- | --- | - | --- | --- |  | ----- | ---- |
| 1999 | AP02    | Peugeot A18 | B     | Panis  | Rit | 6   | Rit | Rit | Rit | 9   | 8 | 13 | 10 | 6   | 10 | 13 | 11  | 9 | Rit | Rit |  | 9     | 7º   |
| 1999 | AP02    | Peugeot A18 | B     | Trulli | Rit | Rit | Rit | 7   | 6   | Rit | 7 | 9  | 7  | Rit | 8  | 12 | Rit | 2 | Rit | Rit |  | 9     | 7º   |

| Anno | Vettura | Motore      | Gomme | Piloti   |     |     |     |     |     |    |     |     |    |     |     |     |     |     |     |     |     | Punti | Pos. |
| ---- | ------- | ----------- | ----- | -------- | --- | --- | --- | --- | --- | -- | --- | --- | -- | --- | --- | --- | --- | --- | --- | --- | --- | ----- | ---- |
| 2000 | AP03    | Peugeot A20 | B     | Alesi    | Rit | Rit | Rit | 10  | Rit | 9  | Rit | Rit | 14 | Rit | Rit | Rit | Rit | 12  | Rit | Rit | 11  | 0     | 11º  |
| 2000 | AP03    | Peugeot A20 | B     | Heidfeld | 9   | Rit | Rit | Rit | 16  | SQ | 8   | Rit | 12 | Rit | 12  | Rit | Rit | Rit | 9   | Rit | Rit | 0     | 11º  |

| Anno | Vettura | Motore   | Gomme | Piloti    |     |    |     |     |    |    |     |   |    |    |     |     |     |    |     |    |     | Punti | Pos. |
| ---- | ------- | -------- | ----- | --------- | --- | -- | --- | --- | -- | -- | --- | - | -- | -- | --- | --- | --- | -- | --- | -- | --- | ----- | ---- |
| 2001 | AP04    | Acer 01A | M     | Alesi     | 9   | 9  | 8   | 9   | 10 | 10 | 6   | 5 | 15 | 12 | 11  | 6   |     |    |     |    |     | 4     | 9º   |
| 2001 | AP04    | Acer 01A | M     | Frentzen  |     |    |     |     |    |    |     |   |    |    |     |     | Rit | 9  | Rit | 10 | 12  | 4     | 9º   |
| 2001 | AP04    | Acer 01A | M     | Mazzacane | Rit | 12 | Rit | Rit |    |    |     |   |    |    |     |     |     |    |     |    |     | 4     | 9º   |
| 2001 | AP04    | Acer 01A | M     | Burti     |     |    |     |     | 11 | 11 | Rit | 8 | 12 | 10 | Rit | Rit | Rit | NP |     |    |     | 4     | 9º   |
| 2001 | AP04    | Acer 01A | M     | Enge      |     |    |     |     |    |    |     |   |    |    |     |     |     |    | 12  | 14 | Rit | 4     | 9º   |

| Legenda | 1º posto     | 2º posto | 3º posto    | A punti         | Senza punti/Non class.  | Grassetto – Pole position Corsivo – Giro più veloce |
| Legenda | Squalificato | Ritirato | Non partito | Non qualificato | Solo prove/Terzo pilota | Grassetto – Pole position Corsivo – Giro più veloce |